# Ардаль
Арда́ль (перс. اردل‎) — небольшой город на юго-западе Ирана, в провинции Чехармехаль и Бахтиария. Административный центр шахрестана Ардаль.
На 2006 год население составляло 8 162 человека; в национальном составе преобладают бахтиары, в конфессиональном — мусульмане-шииты.
Альтернативное название: Ардель (Ardel).

## География
Город находится в центральной части Чехармехаля и Бахтиарии, в горной местности центрального Загроса, на высоте 1 888 метров над уровнем моря.
Ардаль расположен на расстоянии приблизительно 40 километров к юго-западу от Шехре-Корда, административного центра провинции и на расстоянии 405 километров к юго-западу от Тегерана, столицы страны. Основу экономики города составляет сельскохозяйственное производство, а также ковроткачество.